# Yamil Pérez
Yamil Pérez (Guaynabo, 30 aprile 1987) è un pallavolista portoricano.
Gioca nel ruolo di palleggiatore.

## Carriera

### Club
La carriera di Yamil Pérez inizia a livello scolastico, giocando nella squadra del Colegio Marista della sua città. Per motivi di studio si trasferisce negli Stati Uniti d'America, dove prende parte alla Division I NCAA con la Brigham Young University dal 2006 al 2010, saltando tuttavia la prima stagione.
Terminati gli studi, ritorna a Porto Rico, dove inizia la carriera professionistica nella stagione 2011-12, vestendo la maglia dei Cariduros de Fajardo in Liga de Voleibol Superior Masculino; a metà stagione è protagonista di uno scambio con Juan Miguel Ruiz, che lo porta a vestire la maglia dei Nuevos Gigantes de Carolina, dove gioca anche nelle tre annate successive.

## Palmarès

### Premi individuali
- 2007 - National Newcomer of the Year